# Gari Cappelli
Gari Cappelli (Mali Lošinj, 16. svibnja 1961.) hrvatski je političar i turistički djelatnik talijanskog podrijetla. Radio je u konzulatu Republike Hrvatske u Trstu, bio je gradonačelnik Malog Lošinja od 2005. do 2016. i ministar turizma Republike Hrvatske od 19. listopada 2016. do 23. srpnja 2020.
Isprva je bio član HNS-a, a od 1992. prelazi u HDZ.

## Vanjske poveznice
- Gari Cappelli, zastupnik 6. saziva Hrvatskoga sabora  Arhivirana inačica izvorne stranice od 19. listopada 2016. (Wayback Machine)